# Iuriu de Câmpie
Iuriu de Câmpie – wieś w Rumunii, w okręgu Kluż, w gminie Cojocna. W 2011 roku liczyła 289 mieszkańców.